# Carl’s Jr.
Carl's Jr. ist eine US-amerikanische Schnellrestaurantkette, welche vorwiegend an der Westküste der USA angesiedelt ist.

## Verbreitung
Die ersten Carl's Jr. Restaurants wurden 1956 von Carl Karcher als kleiner Ableger des 1945 von ihm in Anaheim gegründeten Carl's Drive-In Barbeque eröffnet. Carl's Jr. besteht aus nahezu 4000 Restaurants in 13 US-Staaten sowie in Kanada, der Volksrepublik China, der Türkei, Spanien, Mexiko, Guam, der Dominikanischen Republik, Guatemala, Costa Rica, Nicaragua, Panama, Russland, Belarus, Indien, Taiwan, Thailand, Japan, Vietnam, Australien, Neuseeland, Kolumbien, Ecuador, Bolivien, Chile, Singapur, Malaysia, Kambodscha, Amerikanisch-Samoa, Bahrain, Indonesien, dem Vereinigten Königreich, Dänemark und Frankreich.
Zum Mutterkonzern CKE Restaurants gehören noch weitere Schnellrestaurantketten, darunter Hardee's.

### Pläne im deutschsprachigen Gebiet
2022 wurde bekannt, dass das Franchise in Deutschland starten möchte.
Im Dezember 2023 eröffnete Carl’s Jr. am Bahnhof Schaffhausen die erste Schweizer Filiale.
Am 20. August 2024 nahm eine weitere Filiale von Carl’s Jr. ihren Betrieb in der Eisengasse in der Altstadt von Basel auf.